# 가운데땅의 역사서
가운데땅의 역사서(The History of Middle-earth)는 1983년부터 1996년 사이에 출판된 12권의 책 시리즈이며, J. R. R. 톨킨의 아들 크리스토퍼 톨킨이 톨킨의 수많은 전설과 역사를 수집하여 출판하였다. 이 시리즈는 "영국 신화"에 대한 초기 개념부터 구성하는 이야기의 발전에 이르기까지 고유한 민족, 언어 및 역사가 있는 가상의 장소로서의 가운데땅에 대한 톨킨의 개념이 시간이 지남에 따라 발전하는 과정을 보여준다. 그것은 우주의 관점에서 쓰여진 가운데땅의 사건들의 연대기라는 의미에서 "가운데땅의 역사"가 아니며, 이 책은 대신에 톨킨의 창조 과정에 대한 우주 밖의 역사이다. 2000년 1월에 한정판 책으로 출판되었다. 세 권의 Non-deluxe editions은 2002년에 출판되었다.

## 내용물
일부 내용은 이미 출판된 저작물의 이전 버전으로 구성되어 있고 다른 부분은 새로운 자료이다. 이 책들은 매우 상세하며 종종 종이 조각을 분석하여 서로에 대해 다시 쓰여진 두세 가지 버전의 구절에 대한 완전한 발전을 제공한다. 12권의 방대한 양의 자료에도 불구하고 수많은 미공개 텍스트가 한 도서관, 개인이나 조직이 보유한 다른 논문에 여전히 존재하는 것으로 알려져 있다.
처음 5권은 실마릴리온의 초기 역사와 관련 텍스트를 추적하고, 6~9권은 반지의 제왕의 발전에 대해 논의한다. 10권과 11권은 반지의 제왕이 출판된 후 톨킨이 작업한 실마릴리온의 자료에 초점을 맞추고 있으며, 12권은 반지의 제왕 부록의 발전에 대해 논의하고 톨킨의 생애 마지막 몇 년 동안 다양한 저작물을 검토한다.
크리스토퍼 톨킨은 호빗과 관련된 자료를 중간계의 역사에 포함하지 않기로 결정했다. 왜냐하면 원래 신화의 일부를 구성하기 위한 것이 아니라 동화였고 원래가운데땅을 배경으로 하지 않았지만 반지의 제왕을 집필하는 동안 수정되었다. 호빗의 역사는 2007년에 두 권으로 별도로 출판되었으며 존 D. 라틀리프가 편집했다.

## 책 목록
1. 《잃어버린 이야기들의 책 1》(1983년)
2. 《잃어버린 이야기들의 책 2》(1984년)
3. 《벨레리안드의 노래》(1985년)
4. 《가운데땅의 형성》(1986년)
5. 《잃어버린 길과 다른 저작물》(1987년)
6. 《어둠의 귀환》(1988년) (반지의 제왕의 역사 1권)
7. 《아이센가드의 반란》(1989년) (반지의 제왕의 역사 2권)
8. 《반지 전쟁》(1990년) (반지의 제왕의 역사 3권)
9. 《사우론의 몰락》(1992년) (반지의 제왕의 역사 4권)
10. 《모르고스의 반지》(1993년) (실마릴리온 이후의 역사 1권)
11. 《보석 전쟁》(1994년) (실마릴리온 이후의 역사 1권)
12. 《가운데땅의 사람들》(1996년)

반지의 제왕과 관련이 없는 내용을 생략한 9권의 짧은 버전이 "제 3시대의 종말"로 출판되었으며, 이것은 일반적으로 반지의 제왕의 역사로 6, 7, 8권과 함께 박스 세트로 판매된다.

## 참고 문헌
- Bratman, David (2000). “The Literary Value of 'The History of Middle-earth'”. 《Contributions to the Study of Science Fiction and Fantasy》 (86): 69–94.
- Whittingham, Elizabeth A. (2017). 《The Evolution of Tolkien's Mythology: A Study of the History of Middle-earth》. McFarland. ISBN 978-1-4766-1174-7.